# 天主教雷根斯堡教區
天主教雷根斯堡教區（拉丁語：Dioecesis Ratisbonensis）是羅馬天主教以德國東南部巴伐利亞州雷根斯堡為中心的一個教區，屬慕尼黑-弗賴辛總教區。

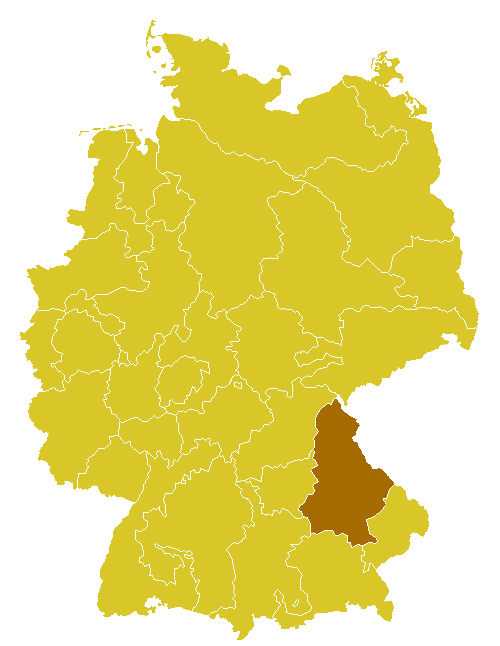
雷根斯堡教區管轄範圍圖

2008年，有教友1.240.480人，佔轄區總人口73.2%、631個堂區、1,021名修會司鐸、104名執事、367名修士、1,372名修女。現任教區主教之位，自2012年7月2日因原主教格爾哈特·米勒獲教宗本篤十六世委任為委任為教廷信理部部長而出缺。
教區成立於739年，屬薩爾茨堡總教區。13世紀起主教兼任教區的世俗統治者。1803年因美因茨總教區被解散而被升為總教區。1810年轄區被併入巴伐利亞王國。1817年降格為教區。